# Burmeistera variabilis
Burmeistera variabilis là loài thực vật có hoa trong họ Hoa chuông. Loài này được (Gleason) E.Wimm. mô tả khoa học đầu tiên năm 1931.